# مایکل کتلمن
مایکل کتلمن (انگلیسی: Michael Katleman) یک کارگردان و تهیه‌کننده اهل ایالات متحده آمریکا است. وی از سال ۱۹۸۵ میلادی تاکنون مشغول فعالیت بوده‌است.
وی کارگردان فیلم‌هایی همچون اسمالویل و دوران کهن بوده است.